# Pogonophryne albipinna
Pogonophryne albipinna är en fiskart som beskrevs av Eakin, 1981. Pogonophryne albipinna ingår i släktet Pogonophryne och familjen Artedidraconidae. Inga underarter finns listade i Catalogue of Life.